# Bray-Saint-Christophe
Bray-Saint-Christophe ist eine französische Gemeinde mit 65 Einwohnern (Stand: 1. Januar 2022) im Département Aisne in der Region Hauts-de-France; sie gehört zum Arrondissement Saint-Quentin und zum Kanton Ribemont. 

## Geografie
Die Gemeinde Bray-Saint-Christophe liegt in einem Seitental der Somme, etwa 14 Kilometer südwestlich von Saint-Quentin in der Landschaft Noyonnais am Canal de Saint-Quentin. Nachbargemeinden von Bray-Saint-Christophe sind Clastres im Norden, Montescourt-Lizerolles im Nordosten, Remigny im Osten, Mennessis im Südosten, Frières-Faillouël im Süden, Flavy-le-Martel im Westen sowie Saint-Simon im Nordwesten.

## Bevölkerungsentwicklung
| Jahr                       | 1962 | 1968 | 1975 | 1982 | 1990 | 1999 | 2006 | 2013 | 2021 |
| Einwohner                  | 66   | 83   | 67   | 55   | 72   | 68   | 77   | 72   | 67   |
| Quellen: Cassini und INSEE |      |      |      |      |      |      |      |      |      |

## Sehenswürdigkeiten

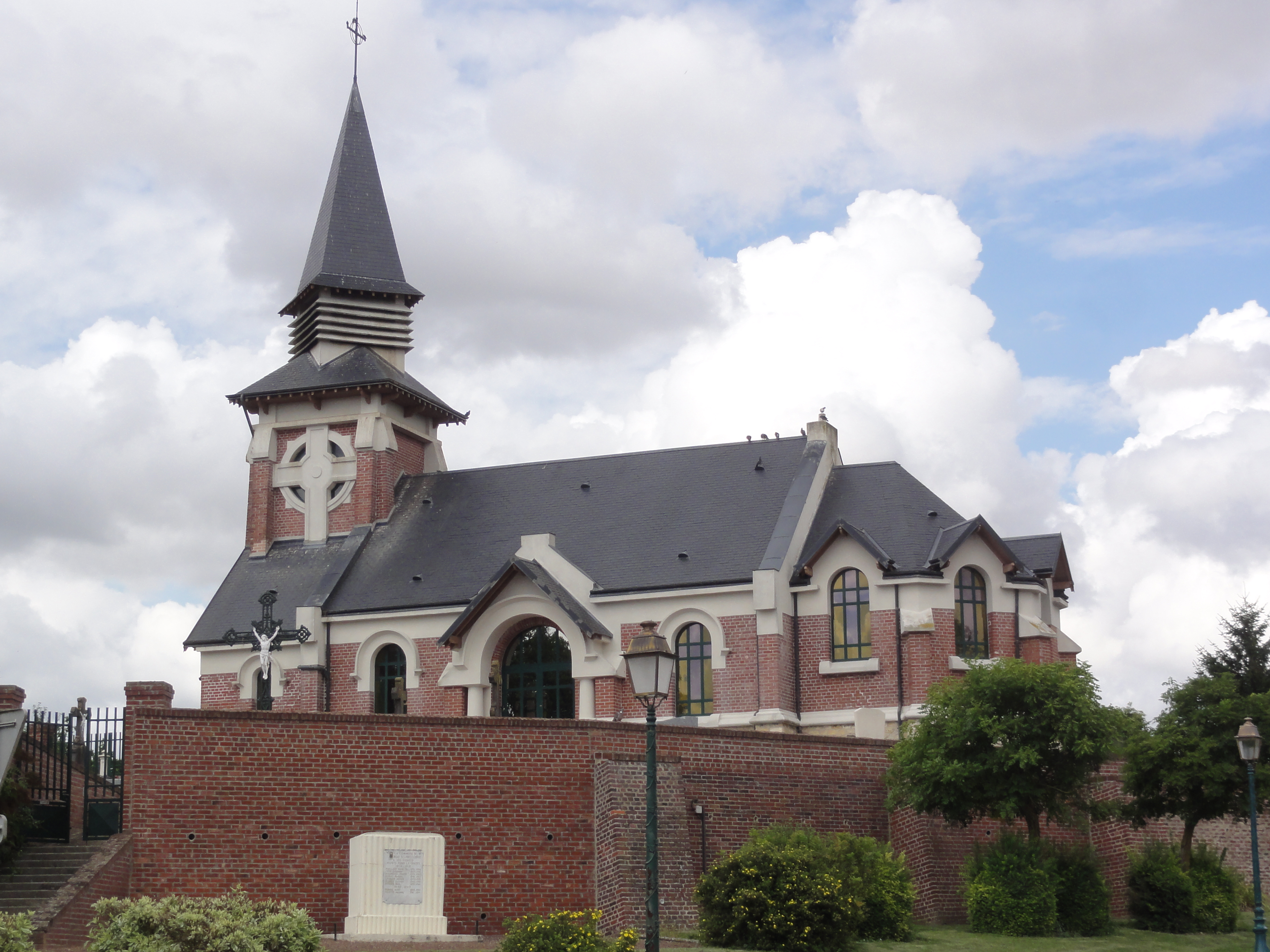
Kirche Saint-Christophe

- Kirche Saint-Christophe